# Baron Glanusk

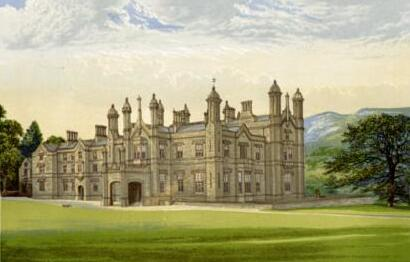
Glanusk Park

Baron Glanusk, of Glanusk Park in the County of Brecknock, ist ein erblicher britischer Adelstitel in der Peerage of the United Kingdom.

## Verleihung
Der Titel wurde am 26. Januar 1899 für den ehemaligen konservativen Unterhausabgeordneten Sir Joseph Bailey, 2. Baronet geschaffen. Dieser hatte bereits 1858 von seinem Großvater Sir Joseph Bailey, 1. Baronet den Titel Baronet, of Glanusk Park, geerbt, der diesem am 5. Juli 1852 in der Baronetage of the United Kingdom verliehen worden war.
Heutiger Titelinhaber ist seit 1997 sein Urenkel Christopher Bailey als 5. Baron.

## Liste der Barone Glanusk (1899)
- Joseph Bailey, 1. Baron Glanusk (1840–1906)
- Joseph Bailey, 2. Baron Glanusk (1864–1928)
- Wilfred Bailey, 3. Baron Glanusk (1891–1948)
- David Bailey, 4. Baron Glanusk (1917–1997)
- Christopher Bailey, 5. Baron Glanusk (* 1942)

Titelerbe (Heir Apparent) ist der Sohn des aktuellen Titelinhabers Hon. Charles Bailey (* 1976).